# Гринштейн, Барри
Барри Гринштейн (англ. Barry Greenstein; род. 30 декабря 1954, Чикаго, Иллинойс, США) — профессиональный игрок в покер. В настоящее время живёт в пригороде Лос-Анджелеса. Обладатель трёх браслетов Мировой серии покера (в 2004, 2005 и 2008 годах). Член Зала славы покера с 2011 года.

## Карьера
Играть в покер его научил отец. После окончания колледжа, Барри получил степень бакалавра компьютерных наук в университете Иллинойса и работал в компании Symantec. В 1991 году Барри ушёл с работы и полностью сосредоточился на игре в покер.
В 2005 году написал книгу «Туз на ривере», экземпляр которой часто дарит игрокам, которые выбивают его из турниров.
Является членом команды сайта PokerStars и регулярно играет в онлайн. Известен тем, что жертвует крупные суммы на благотворительность, за это получил прозвище «Робин Гуд покера».

## Достижения
Кроме трех браслетов WSOP, Барри Гринштейн 37 раз попадал в призы на турнирах Мировой серии и выиграл два титула Мирового тура покера.
По состоянию на 2008 год сумма его призовых составила $6,552,438.